# Тройницкий, Владимир Александрович
Влади́мир Алекса́ндрович Тройницкий (1847 — 1919) — тобольский губернатор в 1886—1892 годах, член Совета министра народного просвещения, гласный Санкт-Петербургской городской думы. Домовладелец города Санкт-Петербурга (приобретенный каменный дом).

## Биография
Происходил из потомственных дворян; родился в Одессе 31 августа (12 сентября) 1847 года.
Сын статистика Александра Григорьевича Тройницкого и Веры Ильиничны, урождённой Булацель (1817—1893).
По окончании Александровского лицея 4 июня 1868 года поступил на службу в Земский отдел Министерства внутренних дел. В 1870 году был пожалован в камер-юнкеры. 
В 1876—1886 годах был Симбирским вице-губернатором; 6 марта 1886 года был произведен в действительные статские советники и назначен Тобольским губернатором. В начале своего губернаторства, уже 29 сентября 1886 года Тройницкий на заседании статистического кабинета предложил построить здание для Тобольского губернского музея, которое на пожертвования жителей было осуществлено в декабре 1888 года по проекту архитектора П. П. Аплечеева. В 1890 году Тройницкий возглавил общество «Тобольский губернский музей». Он также был избран председателем правления музея. Осенью 1889 года Тройницкий распорядился устроить часовни в свободных помещениях Тобольских каторжных тюрьмах № 1 и № 2, что было с успехом осуществлено. Тройницким было организовано строительство нового здания Тобольской мужской гимназии, завершенное в относительно короткие срок в 1889—1892 годах. Был членом-благотворителем ряда Тобольских обществ, среди которых: «Общество вспомоществования бедным учащимся Тобольской гимназии», «Общество взаимного вспомоществования учащим и учившим в Тобольской губернии», «Общество вспомоществования бедным студентам Тобольской губернии».
В 1891—1892 годах в Тобольской губернии разразился голод, а за ним последовала эпидемия холеры. Меры, предпринятые губернатором Тройницким и местной администрацией для устранения этих бедствий, были сочтены недостаточными и в Тобольскую губернию был направлен князь Г. С. Голицын для организации помощи голодающим. Тройницкий 10 декабря 1892 года был уволен в отставку, а на его место назначен Н. М. Богданович; 24 ноября 1893 года вернулся на службу.
С 1898 по 1917 год избирался гласным Санкт-Петербургской городской думы. В 1900—1910 годах состоял также членом городской управы. В 1901 году, в качестве гласного городской думы, возражал против плана строительства надземного метрополитена в Санкт-Петербурге, одобренного петербургским градоначальником Н. В. Клейгельсом. Причина заключалась в том, что проект нарушал нормативы, запрещающие установление столбов метрополитена ближе чем на 40 метров от церковных зданий. В 1902 году защищал интересы управы на слушании вопроса о порядке определения и увольнения лиц в думских исполнительных комиссиях. При открытой баллотировке его предложения голосовал за него в полном одиночестве. В сентябре — октябре 1906 года, замещая Санкт-Петербургского городского голову, участвовал в этом качестве в суде над Лейбой Бронштейном, впоследствии более известным как Лев Троцкий. В 1909 году, как член городской управы, препятствовал передаче Музею антропологии и этнографии имени Петра Великого здания Тучкова буяна, утверждая, что городская дума не решится на «столь крупное пожертвование, хотя бы и на пользу науки», возражал против объединения данного музея с аналогичным городским.
В декабре 1903 года был назначен членом Совета министра народного просвещения, в каковой должности состоял до Февральской революции. Одновременно состоял причисленным к Министерству внутренних дел. С 1 января 1906 года —  тайный советник.
Умер в Петрограде 21 октября 1919 года, похоронен на Волковском православном кладбище.
Имел в Санкт-Петербурге каменный дом.

## Семья
С 9 января 1874 года был женат на Софии Ивановне, урождённой баронессе Сталь-фон-Гольштейн (1850 — 28 января 1921), дочери генерала барона И. К. Сталь-фон-Гольштейна. У них двое детей:
- Александр (7 июня 1875, Петергоф — 10 февраля 1890), воспитанник Александровского лицея
- Мария (21 июня 1877—?), замужем за капитаном Генерального штаба Ю. Н. Плющевским-Плющик.

## Награды
- Орден Святого Владимира 3-й ст. (1884);
- Орден Святого Станислава 1-й ст. (1888);
- Орден Святой Анны 1-й ст. (1891).
- знак отличия беспорочной службы за XL лет;
- знак отличия «За поземельное устройство государственных крестьян»
- медаль «В память царствования императора Александра III»
- медаль «В память 300-летия царствования дома Романовых»

Иностранные:
- французский Орден Академических пальм (1893);
- бухарский Орден Золотой Звезды 1-й ст. (1902);
- болгарский Орден «За гражданские заслуги» 2-й ст. (1903);
- французский колониальный Орден Нишан-эль-Ануар, большой офицерский крест (1906).

## Сочинения
- Тройницкий В. А. Неурожай в Тобольской губернии 1891 года. — ИВ, 1913, т. 133, № 8, С. 536—552. (Полемика с писарем К. Власовым, автором статьи о голоде в Тобольской губернии).
- Тройницкий В. А. Проезд Его Императорского Высочества Государя Наследника Цесаревича и Великого Князя Николая Александровича по Тобольской губернии, по направлению от Томска на Омск, в июле 1891 г. // Календарь Тобольской губернии на 1892 год. — Тобольск, 1891.